# Смыр, Владимир Вахайдович
Владимир Вахайдович (Вахидович) Смыр (09.02.1933 — 2013) — абхазский учёный, доктор медицинских наук, профессор.

## Биография
Окончил школу в селе Анхуа, Одесское военно-морское медицинское училище и Запорожский фармацевтический институт. Работал провизором.
В 1966—1969 аспирант ВНИИ лекарственных и ароматических растений.
В Абхазии открыл опорный пункт (филиал) ВИЛАР, который позже стал называться «Абхазский НИИ лекарственных растений», и стал его руководителем.
Кандидат биологических наук (1972), доктор медицинских наук (1987).
Решением ВАК СССР от 23.10.1988 утверждён в учёном звании профессора по специальности фармакология.
Заслуженный работник здравоохранения Абхазии, генерал-лейтенант медицинской службы.
Публикации:
- Олеандр обыкновенный (Nerium Oleander L.) как источник сердечных гликозидов в Абхазии [Текст] : (Био-экол. изучение, мед. значение, ресурсы) : Автореферат дис. на соискание ученой степени кандидата биологических наук. (094) / Груз. ин-т субтроп. хоз-ва. — Сухуми : [б. и.], 1972. — 31 с.
- Олеандр в Абхазии / В. В. Смыр; ред. М. М. Молодожников, А. М. Рабинович ; Медицинский научно-исследовательский институт Лекарственных растений министерства Медицинской промышленности СССР. — Сухум : Алашара, 1970. — 114 с.